# Panteras 2283
Panteras es un equipo representativo de la Preparatoria Panamericana Varonil. Participa en la liga de FIRST Robotics Competition.

## Historia y Equipos
Promovidos por primera vez en 2007 por Joaquín Nuno, Francisco Padilla, Christian Hernández y Bárbara Gómez; Panteras es un equipo de robótica mexicano formado por estudiantes de la Universidad Panamericana Preparatoria.
El equipo participa en los concursos de FIRST como FIRST Robotics Competition (FRC) y en competencias como F1 in Schools, destacándose en los últimos años en esta competencia. En 2023, la escudería obtuvo el primer lugar en sustentabilidad. Este equipo se centra no solo en armar robots, sino que también busca expandir la ciencia y la tecnología a través del mundo de forma amigable y divertida. 

### Land Rover 4x4 in Schools
El desafío Land Rover 4x4 in Schools requiere que los estudiantes construyan un prototipo de cuatro ruedas (4x4) según las especificaciones de las regulaciones internacionales. El prototipo debe superar los obstáculos en una pista que simula un recorrido todoterreno. Para superar la pista, el vehículo debe tener las características de un vehículo 4x4 real.
Asimismo, necesitan captar patrocinadores y realizar una planificación de marketing, redes sociales e identidad.
En 2017 Panteras fue seleccionado por Land Rover para representar a México en la Final Mundial Land Rover 2017 con sede en Abu Dhabi. En esta competencia obtuvieron el noveno lugar, convirtiéndose en el primer equipo mexicano en asistir a la final mundial de esta competencia.

### F1 in Schools

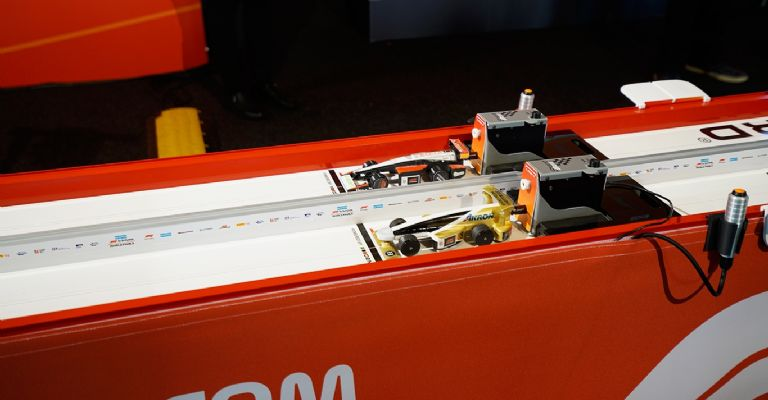
Auto a escala

El Desafío de Tecnología F1 in Schools es un programa global que busca promover las STEM (ciencia, tecnología, ingeniería y matemáticas) entre los jóvenes de entre 17 y 19 años. Los equipos participantes deben diseñar, fabricar, probar y correr un coche de carreras miniatura propulsado por un tanque de CO2.
El objetivo del programa es cambiar la forma en que los jóvenes perciben las STEM, haciéndolas más divertidas y atractivas. También busca informar a los estudiantes sobre las carreras profesionales en la industria automotriz y las STEM.
El programa se desarrolla en colaboración con miembros de la industria, lo que garantiza que los estudiantes aprendan sobre las prácticas y tecnologías actuales. También se compromete a proporcionar una experiencia educativa emocionante y desafiante.
Panteras Racing, hizo historia al convertirse en el primer campeón nacional de F1 in Schools de México. El equipo, conformado por jóvenes de entre 17 y 19 años, se ha comprometido con su legado, con una pasión por el aprendizaje y una gran atención a los pequeños detalles. Su triunfo no solo es un logro para el equipo, sino también para México. Panteras Racing es el único equipo mexicano que ha obtenido un reconocimiento a nivel mundial en F1 in Schools, el Innovative Thinking Award.
El equipo se ha ganado el respeto de la comunidad internacional de F1 in Schools por su dedicación y sus logros. Panteras Racing es un ejemplo de lo que pueden lograr los jóvenes mexicanos cuando se les brinda la oportunidad de alcanzar sus sueños.

## Premios en categoría FRC

### 2020
- Regional Monterrey: Regional Winners[11]

### 2019
- Bayou Regional: Gracious Professionalism Award sponsored by Johnson & Johnson

### 2018
- Hub City Regional: Quality Award sponsored by Motorola Solutions Foundation
- Laguna Regional: Industrial Design Award sponsored by General Motors
- Laguna Regional: Regional Winners

### 2017
- Toluca Regional: Creativity Award sponsored by Xerox
- Toluca Regional: Regional Finalists
- Laguna Regional: Excellence in Engiuneering Award sponsored by Delphi

### 2016
- Ciudad de México Regional: Finalist Alliance[12]

### 2015
- Ciudad de México Regional: Winning Alliance
- Ciudad de México Regional: Chairman’s Award
- Ciudad de México Regional: Woodie Flowers Award to Carlos Martínez

### 2014
- Ciudad de México Regional: Regional winners
- Ciudad de México Regional:  Engineering Excellence Award sponsored by Delphi
- Ciudad de México Regional: Woodie Flowers Finalist Award to Gildardo Mariano, sponsored by General Motors México
- Atlanta Regional: Innovation in Control Award sponsored by Rockwell Automation
- Atlanta Regional: First place

### 2013
- Dallas Regional: Engineering Inspiration Award
- Dallas Regional: Regional finalists
- FIRST Championship: Media and Technology Innovation Award sponsored by Comcast

### 2012
- VEX Championship: Excellence Award
- VEX Championship: Winning Alliance Award

### 2011
- Honorable Mention in the Youth Award of México
- Dallas Regional: Chairman's Award
- Dallas Regional: Best web page
- Dallas Regional: Best 3D design sponsored by Autodesk
- FTS Regional in Mexico: Finalist Alliance
- VEX Championship: Excellence Award

### 2010
- FTS Regional: Finalist Alliance
- FTS Regional: Inspiration Award
- Dallas Regional: Engineering Inspiration
- Atlanta Regional: Team Spirit
- VEX Championship: Excellence Award

### 2009
- Dallas Regional: Engineering Inspiration
- Monterrey Regional: Connect Award

### 2008
- Mexico Regional: Regional Winners
- FIRST Championship: Inspiration Award

### 2007
- Mexico Regional: Inspire Award
- Detroit Regional: Rookie All Star Award
- FIRST Championship: Rookie All Star Award